# Juliomagus
Juliomagus est le nom antique de la ville d'Angers.

## Étymologie
Le nom de la cité est mentionné pour la première fois vers l'an 150 par Ptolémée dans son ouvrage Géographie sous la forme Ιουλιομαγος (Juliomagus),. On retrouve la mention sur la Table de Peutinger, sous la dénomination de Iuliomago.
Il s'agit d'un composé de l'anthroponyme latin Julius, vraisemblablement une dédicace à un empereur du même nom, et du mot celtique magos « marché ». Les dédicaces des civitas à des empereurs romains étaient fréquentes en Gaule romaine, cependant ces toponymes conservent généralement un élément gaulois,. On note également l'attestation plus tardive de Juliomagus Andecavorum. Le déterminant Andecavorum fait référence au peuple gaulois des Andécaves ou Andégaves, dont elle était la cité.

## Histoire

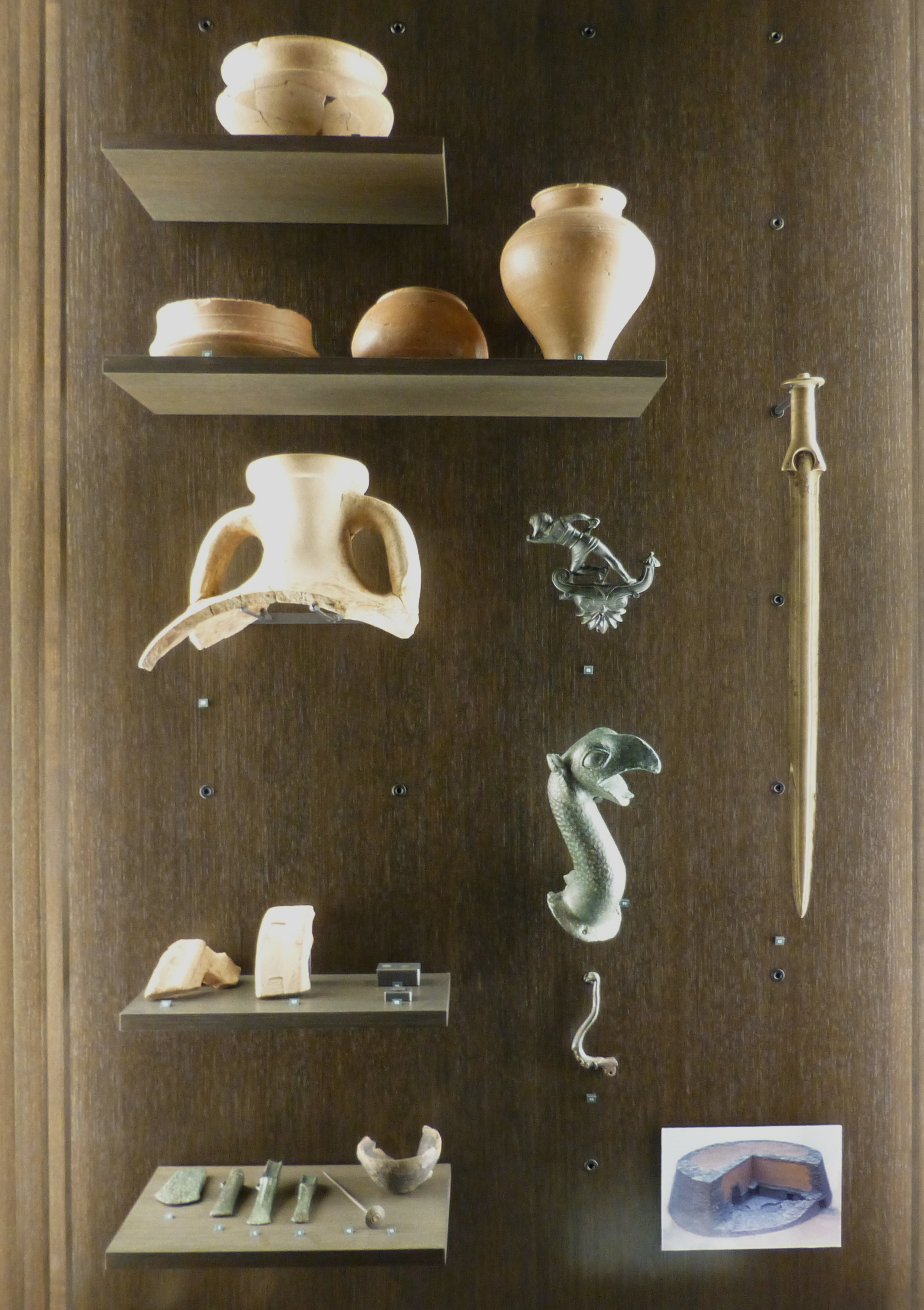
Angers, musée des Beaux-Arts, mobilier protohistorique

### Occupations antérieures
Au Ve siècle av. J.-C., le peuple celte des Andécaves s’établit dans le pays, surtout au nord de la Loire, et lui donne son nom.
La présence d'un oppidum andécave sur le site de Juliomagus fut longtemps rejetée face au peu d'indices permettant d'étayer l'affirmation,. Cependant, la campagne de fouilles préventives entre 1992 et 2003 a finalement pu démontrer l'existence d'une occupation à l'époque de La Tène finale (vers 80-70 av. J.-C.) jusqu'à la période augustéenne (10 av. J.-C.). La présence de mobiliers archéologiques, de vestiges d'un rempart à poutrages horizontaux et la découverte de voies délimitant des secteurs d'activités permettent d'envisager à nouveau l'hypothèse d'un oppidum sur le site du château.

### La ville du Haut-Empire

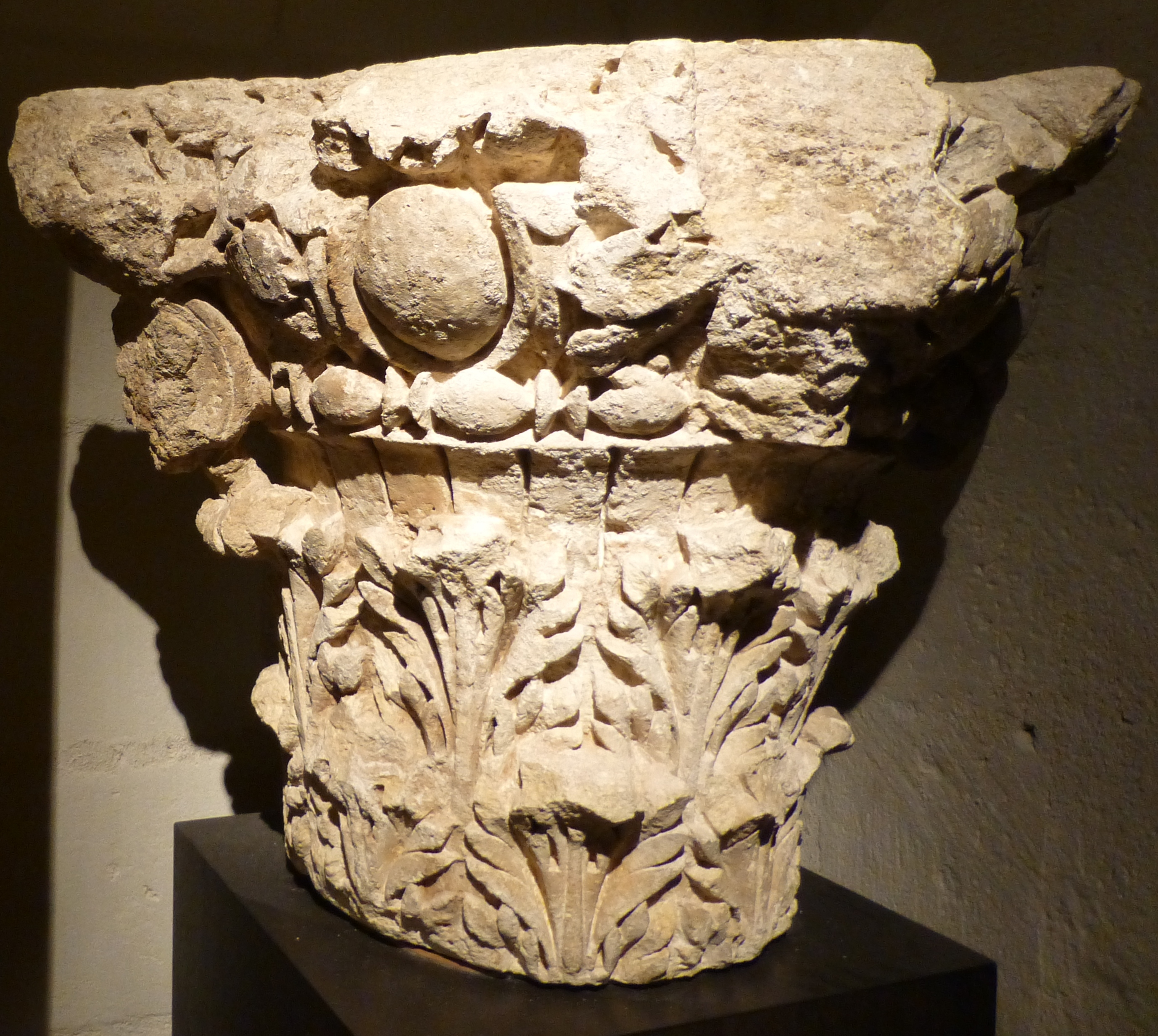
Chapiteau composite en calcaire, fouille de la Tour Toussaint en 1974

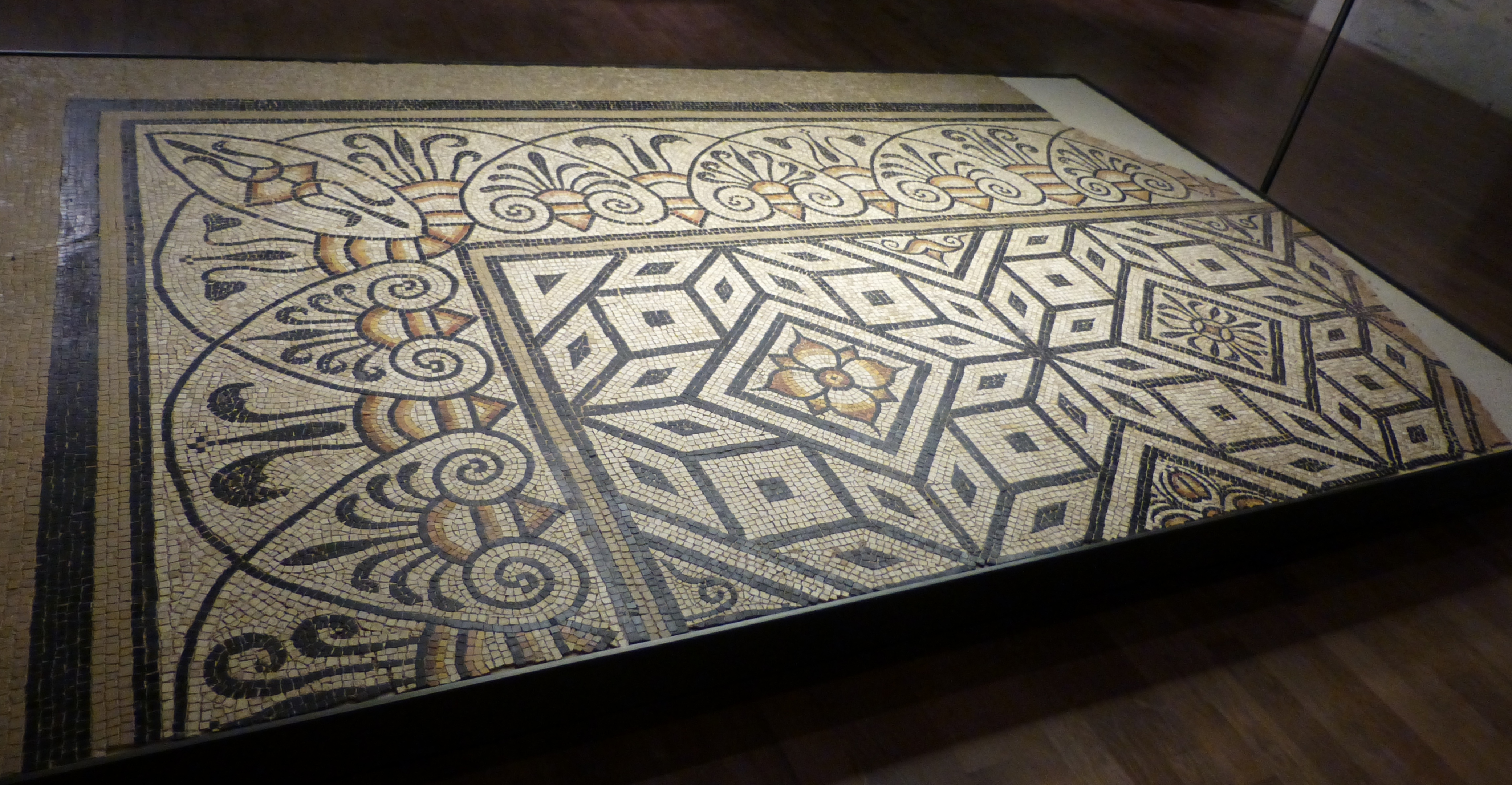
Mosaïque géométrique polychrome

Juliomagus est délimitée à l'ouest par la Maine et à l'est par un amphithéâtre. C'était une petite ville qui ne dépassait pas les 80 ha dans son extension maximum, à comparer aux 200 ha de Nemausus, Nîmes et aux 220 ha d'Augustudunum (Autun). Néanmoins les récentes découvertes archéologiques liées à la construction du tramway et la découverte d'un temple dédié à Mithra risquent de remettre en cause ces chiffres. Seul un unique pont dont l'emplacement est inconnu devait permettre le passage de la Maine. La ville devait compter environ 3 000 habitants.
Plusieurs bâtiments artisanaux ont été identifiés depuis 1971 : deux ateliers de potiers (rue Delaâge, vraisemblablement actif dans
les années 30 à 10, et sur la place du Ralliement), deux ateliers de bronzier (site de la bibliothèque et rue Saint-Julien) et un de forgerons (place du Général-Leclerc). De nombreux rebuts de fabrication de tabletterie ont été recueillis à la bibliothèque en 1975 et deux fours à chaux ont été rencontrés. Jusqu'à la seconde moitié du Ier siècle, au moins, la technique de construction des ateliers et de l'habitat contigu associe des solins d'ardoises à des murs de terre et des toitures végétales, progressivement remplacées par des toits de tuiles.
Si l'habitat reste encore peu connu, le réseau gallo-romain des voies, un maillage quadrangulaire orienté, est quant à lui considéré comme bien attesté : les cardines sont numérotés d'ouest en est, les decumani connus du nord au sud. Le Cardo 1 a été dégagé en 1847, en creusant les fondations d'une maison, rue Donadieu-de-Puycharic et le Cardo 7, Gare Saint-Laud, à l'emplacement des voies lors de leur installation en 1847 également. Le Decumanus 1 a été signalé lors de la construction de la poste, par M. Gruet en 1932, depuis le cloître Saint-Martin jusqu'à la rue Franklin-Roosevelt, et le Decumanus 5, gare Saint-Laud.
À proximité immédiate de l’actuelle rue des Arènes s’élevait autrefois l'amphithéâtre de Growan ou Grohan, construit à Angers vers 115 apr. J.-C. Cet amphithéâtre pouvait accueillir environ 6 000 spectateurs. Dans les terrains du couvent de la Fidélité, des travaux de voirie ont montré, à la hauteur des no 13 à 19 de la rue des Arènes, cinq murs de précinction. Le mur du podium a été repéré au 11 rue des Arènes.
Des thermes y ont également été retrouvés.
Deux nécropoles à incinération ont été signalées, celle du sud lors des travaux de mise en place de la voie ferrée et celle du nord pendant les fouilles de la place du Général-Leclerc en 1986 : tombes et édicules funéraires bordaient une large voie routière vers Paris.
À partir du milieu du IIe siècle, la fonction de Juliomagus est plus résidentielle qu'artisanale.

### La ville du Bas-Empire, le castrum
- tracé attesté
- tracé restitué

Plan de l'enceinte du Bas-Empire :

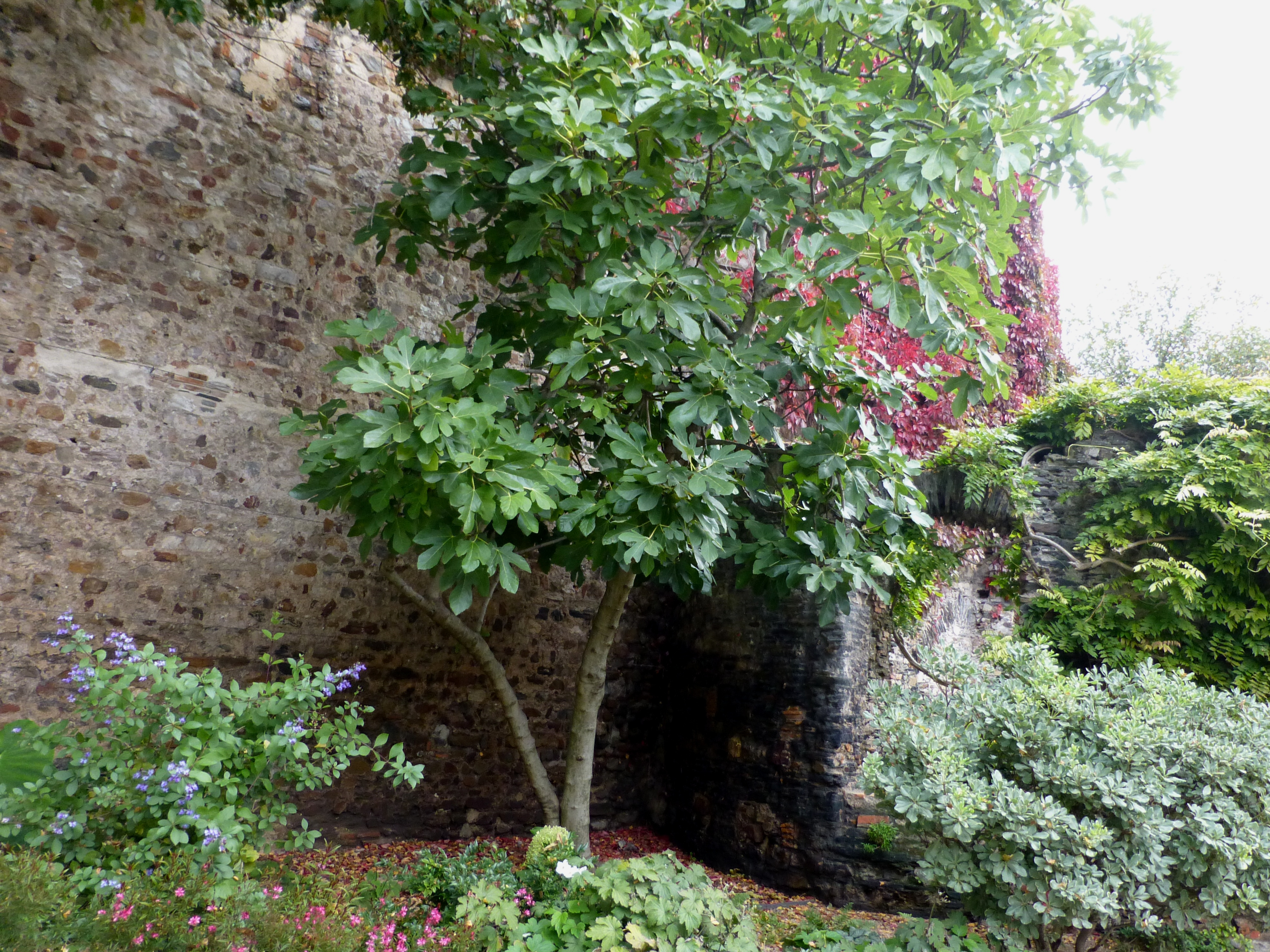
Détail de l'appareillage de l'enceinte

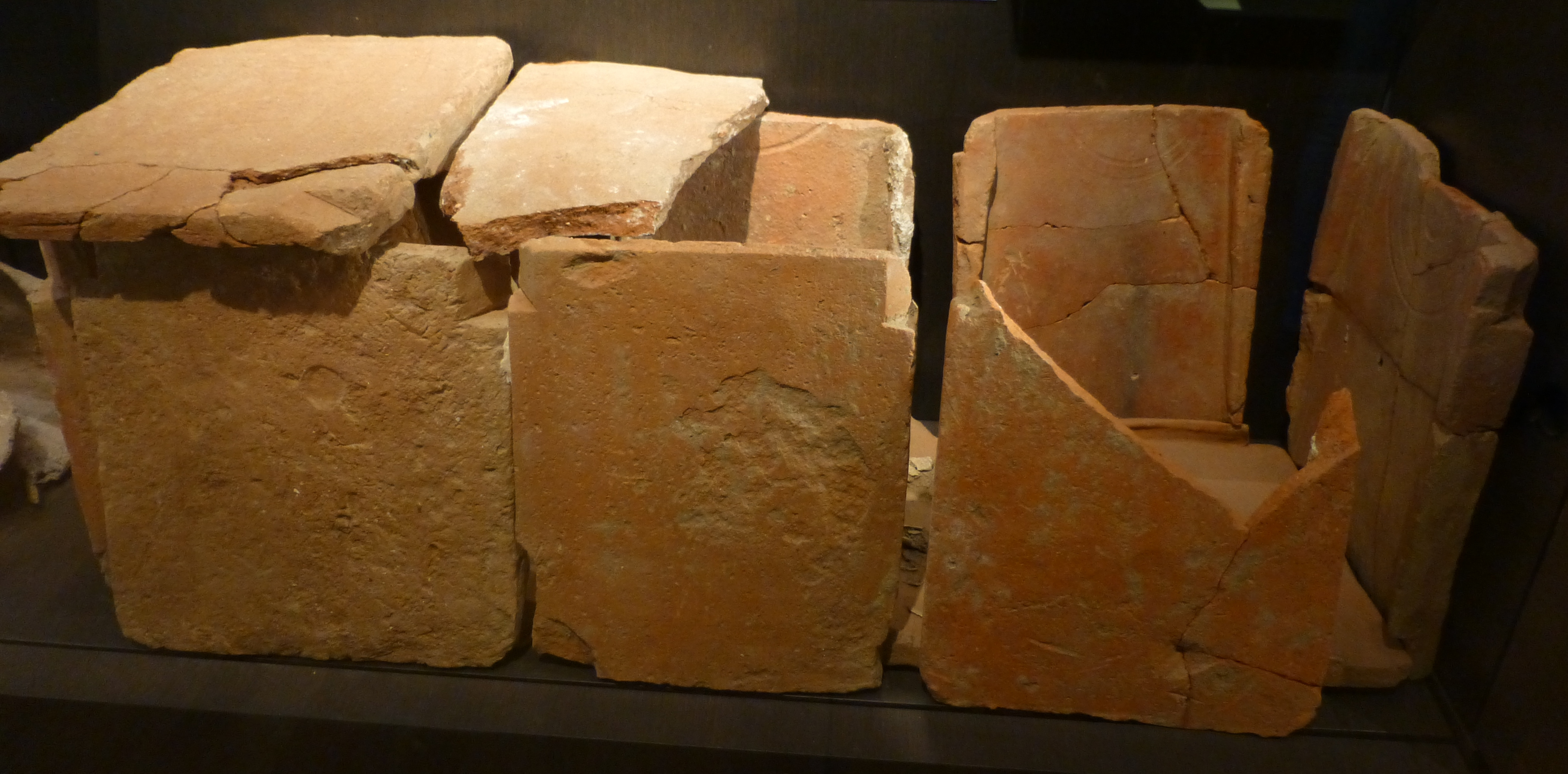
Sépulture d'enfant dans un coffre en tuiles

À cause des invasions des années 275-276 et de l’état d’insécurité permanent de la campagne environnante, les habitants se replient sur le point le plus élevé du site, entre l'évêché et le château (fin IIIe siècle-début IVe siècle). Des dépôts monétaires à partir du milieu du IIIe siècle sont attestés.
Ils entourent la ville, réduite à 9 hectares, de murailles, à l'emplacement de l'actuel quartier de la Cité. C'est là que, malgré les remaniements, se trouvent les vestiges les plus visibles de la période gallo-romaine. Cette enceinte, qui subsiste encore en partie aujourd'hui, est de forme grossièrement ovale, son emplacement et son tracé ont été déterminés par le relief. La muraille, épaisse de 2 à 4 mètres selon la topographie du terrain, devait mesurer entre 10 et 12 mètres de haut ; elle était ponctuée de quatorze tours et percée de trois portes. L'appareillage d'une partie de ce mur, en moellons grossièrement cubiques et lits de briques, est encore visible, rue Toussaint.
Cette période est également marquée par l'introduction du christianisme et l'installation de nouveaux lieux d'inhumation. Plusieurs cercueils en plomb ont été mis au jour ; l'un d'eux, découvert en 2000, a livré un squelette de jeune fille avec parures et dépôt d'objets.
Comme beaucoup de villes de Gaule, l’agglomération reprend au IVe siècle - Ve siècle le nom du peuple gaulois qui l’habitait : civitas Andecavorum, ou Andecavis, origine de son nom actuel.
Entre le IVe et le XIIIe siècle, la partie orientale du site pourrait avoir été mise en culture.

## Monuments

### Amphithéâtre

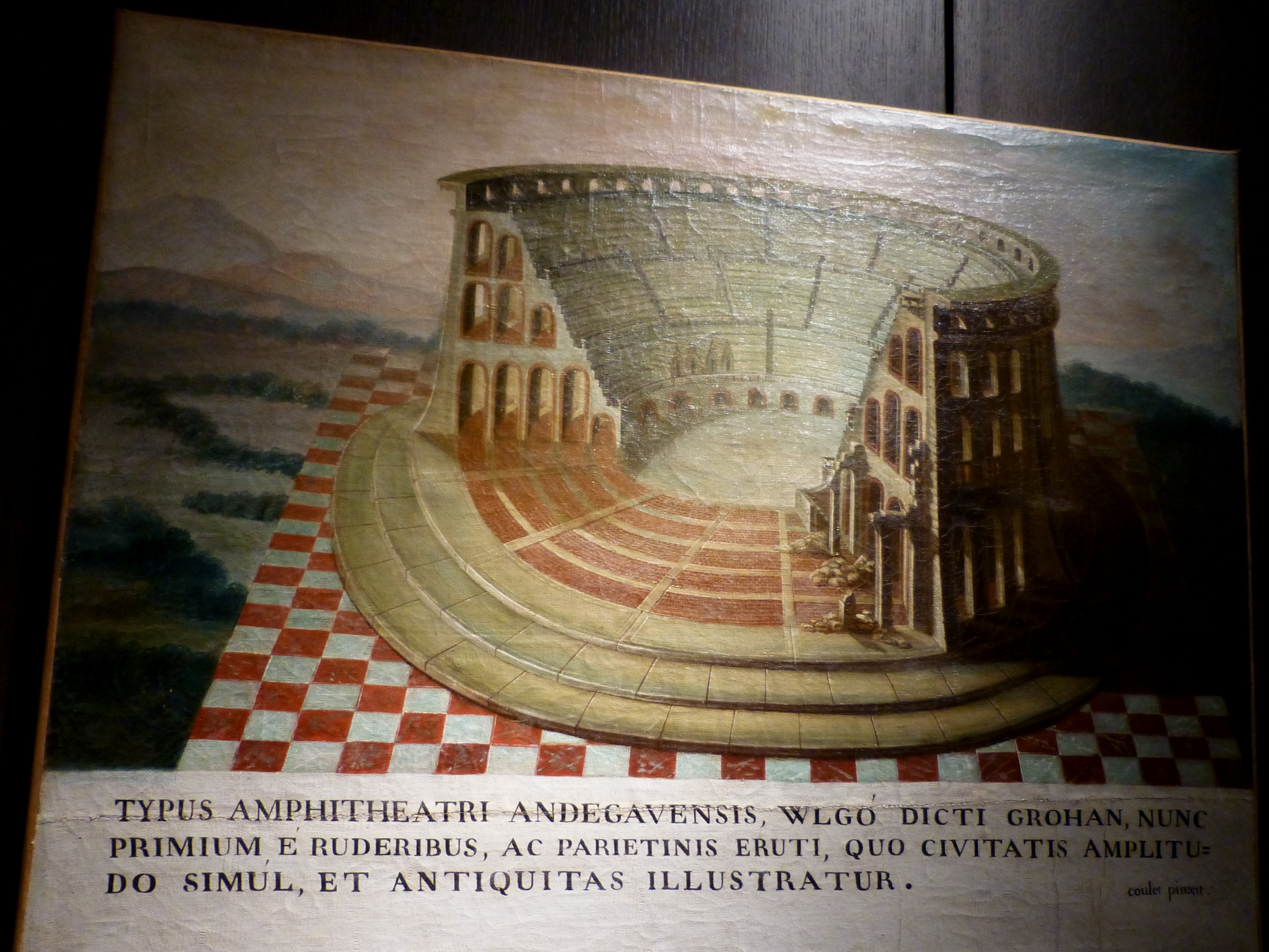
Musée des Beaux-Arts, tableau de M. Coulet de Beauregard

L’amphithéâtre d’Angers, dit de Grohan, était localisé entre la rue des Arènes et la rue Hanneloup. Contrairement à la majorité des édifices gallo-romains, découverts au XIXe siècle, celui-ci est mentionné dès 1529. Il est détruit tardivement, au XVIIe siècle. Le premier relevé archéologique est dressé par Claude Ménard en 1637, tandis que des représentations graphiques sont réalisées à la même époque. Cet intérêt précoce est une exception dans l’étude des arènes antiques.

### Thermes
Une exposition sur les thermes gallo-romains du quartier de la République a été organisée en 1983.
Les thermes de l'Esvière étaient réputés pour être les principaux thermes publics de Juliomagus ; la fouille de 1988 à la Blancheraie a permis de retrouver les gros murs parallèles profondément ancrés en terre, signalés par L. Rondeau en 1853.
Place du Ralliement en 1971, le petit groupe balnéaire sud est a été correctement fouillé (site signalé en 1878).
Les principales découvertes des années récentes ont été celles de l'ensemble thermal de la rue Delaâge (1973-1976), et des thermes de la République (1981-1982), qui étaient à coup sûr publics.

### Mithraeum
À l'emplacement de l'ancienne clinique Saint-Louis, à l'angle d'un cardo et d'un decumanus, a été trouvé en mai 2010 un lieu de culte dédié au dieu Mithra démontrant que Juliomagus comportait de nombreuses villas gallo-romaines très importantes. Il s'agit de la seule présence de ce dieu dans le nord-ouest de la France. Le sanctuaire date du début du IIIe siècle : un vase porte une dédicace à Mithra, dieu invaincu. Le temple a été volontairement détruit à la fin du IVe siècle à la suite d'un incendie. Une tête de statue a été fracassée pour la rendre méconnaissable.